# Anthony Geslin
Anthony Geslin (Alenzón, 9 de junio de 1980) es un ciclista francés que fue profesional entre 2002 y 2015.

## Biografía
Fue campeón del mundo junior dos años seguidos, en 1998 y 1999, en la modalidad de contrarreloj.
En el año 2002 debutó en un equipo amateur llamado Bonjour en el que empezó a formarse con vista al futuro para dar el gran salto al panorama profesional, consiguiéndolo así el año siguiente cuando firmó un contrato con el equipo francés Brioches La Boulangère, en el que continúa bajo el nombre del patrocinador Bouygues Télécom. El equipo se encuentra en el circuito UCI ProTour, siendo así un equipo pro team. 
Ganador de varias carreras en Francia como la París-Camembert, su gran carrera fue los campeonatos del mundo en ruta 2005, celebrados en Madrid (España), donde finalizó tercero, por detrás del belga Tom Boonen y del español Alejandro Valverde.
El 22 de junio de 2015 anunció su retirada del ciclismo al final de esa temporada, tras catorce temporadas como profesional y con 35 años de edad.

## Palmarés
2003
- Critérium des Espoirs

2004
- Route Adélie de Vitré

2005
- 1 etapa del Circuito de Lorraine
- 3.º en el Campeonato Mundial en Ruta

2006
- París-Camembert

2007
- Trofeo de los Escaladores

2008
- Tour de Doubs

2009
- Flecha Brabanzona
- 2.º en el Campeonato de Francia en Ruta

## Resultados en Grandes Vueltas y Campeonatos del Mundo
| Carrera         | Carrera         | 2002 | 2003  | 2004 | 2005 | 2006 | 2007 | 2008 | 2009  | 2010  | 2011 | 2012 | 2013 | 2014 | 2015 |
| --------------- | --------------- | ---- | ----- | ---- | ---- | ---- | ---- | ---- | ----- | ----- | ---- | ---- | ---- | ---- | ---- |
|                 | Giro de Italia  | —    | —     | —    | —    | —    | —    | —    | —     | —     | —    | —    | —    | —    | —    |
|                 | Tour de Francia | —    | 114.º | —    | 97.º | 86.º | 98.º | —    | 119.º | 146.º | —    | —    | —    | —    | —    |
|                 | Vuelta a España | —    | —     | —    | Ab.  | Ab.  | —    | Ab.  | —     | —     | —    | —    | —    | —    | —    |
| Mundial en Ruta | Mundial en Ruta | —    | —     | —    | 3.º  | 24.º | —    | —    | —     | 83.º  | —    | —    | —    | —    | —    |

—: no participa

Ab.: abandono

## Equipos
- Bonjour/Brioches/Bouygues Télécom (2002-2008)
  - Bonjour (2002)
  - Brioches La Boulangere (2003-2004)
  - Bouygues Télécom (2005-2008)
- FDJ (2009-2015)
  - Française des Jeux (2009)
  - FDJ (2010-2011)
  - FDJ-Big Mat (2012)
  - FDJ (2013-2015)

## Reconocimientos
- 3.º en la Bicicleta de Oro Francesa (2005)